# Llista d'universitats d'Espanya
La següent és una llista d'universitats d'Espanya organitzada en dos grups: públiques i privades

## Universitats públiques
- Universitat Autònoma de Madrid (web)
- Universitat Carles III de Madrid (web)
- Universitat Complutense de Madrid (web)
- Universitat d'Alcalá (web)
- Universitat d'Almeria (web)
- Universitat de Burgos (web Arxivat 2007-09-27 a Wayback Machine.)
- Universitat de Cadis (web)
- Universitat de Cantàbria (web)
- Universitat de Castella-la Manxa (web)
- Universitat de Còrdova (web)
- Universitat d'Extremadura (web Arxivat 2017-07-15 a Wayback Machine.)
- Universitat de Granada (web)
- Universitat de Huelva (web)
- Universitat de Jaén (web)
- Universitat de La Laguna (web)
- Universitat de La Rioja (web Arxivat 2006-01-18 a Wayback Machine.
- Universitat de Las Palmas de Gran Canària (web)
- Universitat de Lleó (web)
- Universitat de Màlaga (web)
- Universitat de Múrcia (web)
- Universitat d'Oviedo (web)
- Universitat del País Basc (web)
- Universitat de Salamanca (web)
- Universitat de Sevilla (web)
- Universitat de Valladolid (web)
- Universitat de Saragossa (web)
- Universitat Internacional d'Andalusia (web)
- Universitat Internacional Menéndez Pelayo (web)
- Universitat Nacional d'Educació a Distància (web)
- Universitat Pablo de Olavide (web)
- Universitat Politècnica de Cartagena (web)
- Universitat Politècnica de Madrid (web)
- Universitat Pública de Navarra (web)
- Universitat Rey Juan Carlos (web)
- Universitat de La Coruña (web)
- Universitat de Santiago de Compostel·la (web)
- Universitat de Vigo (web)
- Universitat Autònoma de Barcelona (web)
- Universitat d'Alacant (web)
- Universitat de Barcelona (web)
- Universitat de Girona (web)
- Universitat de les Illes Balears (web)
- Universitat de Lleida (web)
- Universitat de València (web)
- Universitat Jaume I de Castelló (web)
- Universitat Miguel Hernández d'Elx (web)
- Universitat Oberta de Catalunya (web)
- Universitat Politècnica de Catalunya (web)
- Universitat Politècnica de València (web)
- Universitat Pompeu Fabra (web)
- Universitat Rovira i Virgili (web)

## Universitats privades
- Universitat de Deusto (Deustuko Unibertsitatea) (web)
- Universitat de Mondragón (Mondragon Unibertsitatea) (web Arxivat 2006-05-12 a Wayback Machine.)
- Universitat a Distància de Madrid (Udima) (web)
- Universitat Alfonso X el Savi (Universitat Privada de Madrid) (web)
- Universitat Antonio de Nebrija (web)
- Universitat Camilo José Cela (web)
- Universitat Cardenal Herrera-CEU (web Arxivat 2005-08-29 a Wayback Machine.)
- Universitat Catòlica de València San Vicente Mártir (web)
- Universitat Catòlica San Antonio (web)
- Universitat Catòlica Santa Teresa de Jesús d'Àvila (web)
- Universitat de Navarra (web)
- Universitat Europea de Madrid (web)
- Universitat Europea Miguel de Cervantes (web)
- Universitat Francisco de Vitòria (web)
- Universitat Pontifícia Comillas (web)
- Universitat Pontifícia de Salamanca (web)
- Universitat San Jorge (web)
- Universitat San Pablo-CEU (web)
- Universitat SEK (web Arxivat 2006-12-05 a Wayback Machine.)
- Universitat Abat Oliba CEU (web Arxivat 2005-04-29 a Wayback Machine.)
- Universitat de Vic (web[Enllaç no actiu])
- Universitat Internacional de Catalunya (web Arxivat 2008-09-15 a Wayback Machine.)
- Universitat Internacional de La Rioja (web)
- Universitat Ramon Llull (web)